# Lisuarte de Gran Bretaña
Lisuarte de Gran Bretaña, rey de Gran Bretaña, es un personaje del libro de caballerías español Amadís de Gaula y su continuación Las sergas de Esplandián, obra de Garci Rodríguez de Montalvo. Es rey de Gran Bretaña y padre de Oriana, amada de Amadís de Gaula.

## El rey Lisuarte en elAmadís de Gaula
En el primer libro de Amadís de Gaula se refiere que Lisuarte, hermano del rey Falángriz de Gran Bretaña, sucede a este y casa con la princesa Brisena de Dinamarca, con la cual tiene dos hijas, Oriana y Leonoreta. El protagonista de la obra, Amadís de Gaula, se enamora perdidamente de Oriana. El rey celebra cortes y ante la extraña desaparición de una corona y un manto extraordinarios ofrecidos por unos caballeros extraños, debe entregar a Oriana para cumplir con el don solicitado por una doncella, pero se trata de una artimaña de Arcaláus el encantador, que toma prisionero a Lisuarte. Lo libera Galaor, hermano menor de Amadís.
En el segundo libro de Amadís de Gaula, el rey Lisuarte recibe una misteriosa carta de Urganda la Desconocida en la que le profetiza su victoria en la batalla con el rey Cildadán de Irlanda. Incitado por malvados consejeros, expulsa de su reino a Amadís de Gaula, y ante el incumplimiento de Gromadaza de entregar el Lago Ferviente, amenaza con decapitar a Madasima y a sus doncellas.
En el tercer libro de Amadís de Gaula, aparece un joven caballero llamado Norandel, quien resulta ser hijo extramatrimonial de Lisuarte con la princesa Celinda, hija del rey Hegido, nacido antes de su matrimonio con Brisena. Después Lisuarte se enfrenta con Galvanes por la posesión de la ínsula de Mongaza, pero termina por concederle la ínsula como su vasallo dado que el rey Arábigo y otros seis reyes atacan a Lisuarte, que los vence. Más tarde, durante una cacería, Lisuarte encuentra al niño Esplandián, que se educa en la corte, sin que se sepa que es el hijo de Amadís y Oriana, aunque se recibe una carta de Urganda en la que profetiza el futuro del niño. Llegan a la corte inglesa unos embajadores del emperador de Roma, a solicitar la mano de Oriana para el Patín, hermano de su monarca. Lisuarte pide un mes para resolver, y a fin de cuentas, y a pesar de los consejos de Galaor y otros caballeros, entrega a Oriana para que se case con Patín.
En el cuarto libro de Amadís de Gaula, Lisuarte se entera de que la flota en que viajaba Oriana ha sido atacada por Amadís y que este se ha llevado a su hija. Hace varias alianzas para enfrentarse con Amadís, pero cuando el ermitaño Nasciano le informa que Esplandián es hijo de Amadís y Oriana, acepta la paz. Es atacado por el rey Arábigo y sus aliados, pero es auxiliado por Amadís. Se reconcilia con este y a petición suya concede la mano de su hija menor Leonoreta a Arquisil, nuevo emperador de Roma. Al final de la obra, cuando va en defensa de una doncella, es apresado misteriosamente.

## El rey Lisuarte enLas sergas de Esplandián
El quinto libro del ciclo amadisiano, Las sergas de Esplandián, se inicia cuando Esplandián rescata a su abuelo el rey Lisuarte de la prisión en que lo tenía Arcaláus el encantador, quien muere a manos del joven caballero. Lisuarte regresa a su reino y tiempo después abdica el trono en su hija Oriana y su yerno Amadís de Gaula y se retira a la vida monástica. Abandona esta para dirigirse a Constantinopla y participar en la defensa de esa ciudad contra los turcos. Allí muere en una batalla y se le manda dar honorosa sepultura, junto con su consuegro el rey Perión de Gaula, padre de Amadís.
Esplandián, ya como emperador de Constantinopla, da el nombre de Lisuarte a su hijo primogénito, protagonista de los dos libros titulados Lisuarte de Grecia.